# イーサン・ブラウン
イーサン・アレン・ブラウン（Ethan Allen Brown、1776年7月4日 - 1852年1月24日）はアメリカ合衆国の民主共和党の政治家である。第7代オハイオ州知事。
コネチカット州ダリアンでアメリカ独立戦争の軍人の家に生まれる。1803年、オハイオ州シンシナティ近郊へ移り、1810年にオハイオ州最高裁判所の裁判官に任ぜられ、1817年には再任される。1年後、ブラウンは知事選で当選し、1820年には再選された。1822年1月3日、知事を辞職したブラウンは、死去したウィリアム・トリンブル（William Trimble）上院議員の議席を得るも、1824年の再選はウィリアム・ハリソンに阻まれた。アンドリュー・ジャクソンの支持者であるブラウンは、1830年、ブラジル代理公使に任命され、これを4年間務めた。1836年にインディアナ州の農場へと退き、そして、1841年から1843年までインディアナ州下院議員を1期務めた。
| 公職                        | 公職                                                           | 公職                                |
| --------------------------- | -------------------------------------------------------------- | ----------------------------------- |
| 先代 トーマス・ワージントン | オハイオ州知事 1818年12月14日 - 1822年1月4日                   | 次代 アレン・トリンブル             |
| 議会                        |                                                                |                                     |
| 先代 ウィリアム・トリンブル | オハイオ州選出上院議員（第3部） 1822年1月3日 - 1825年3月4日    | 次代 ウィリアム・ヘンリー・ハリソン |
| 外交職                      |                                                                |                                     |
| 先代 ウィリアム・テューダー | 在ブラジルアメリカ合衆国代理公使 1831年2月18日 - 1834年4月11日 | 次代 ウィリアム・ハンター           |